# Spencer W. Kimball
Pour les articles homonymes, voir Kimball.
Spencer Woolley Kimball, né le 28 mars 1895 à Salt Lake City (Territoire de l'Utah) et mort dans la même ville le 5 novembre 1985, était un dirigeant et homme politique mormon, qui fut le 12e président de l'Église de Jésus-Christ des saints des derniers jours de 1973 à sa mort.
Le président Kimball est connu pour avoir renforcé l'organisation de la structure de l'Église et pour avoir signé la Déclaration Officielle no 2 des Doctrine et Alliances annonçant l'accès à la prêtrise pour tous les hommes fidèles et dignes de l'Église, sans considération de race ou de couleur.

## Enfance et jeunesse

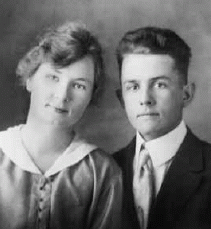
Spencer Kimball et son épouse Camilla Eyring.

Spencer Wooley Kimball est né le 28 mars 1895 à Salt Lake City, Utah, de Andrew Kimball dont le père était l'apôtre Heber C. Kimball, et de Wooley Olive. Son père, représentant de commerce, travaillait dans tout l'ouest américain. Quand Spencer a trois ans, la famille se déplace à Thatcher, Arizona. Son père devient président de pieu dans la région.
Spencer a une jeunesse difficile. Il souffre de fièvre typhoïde et de paralysie temporaire, il faillit mourir par noyade. Quatre de ses frères et sœurs meurent ainsi que sa mère quand il a onze ans. Il est agriculteur quand il en est physiquement capable. Néanmoins, il obtient un diplôme au lycée. Son père le décrit comme un « garçon exceptionnel qui essaie toujours de me rappeler ce qu’il devait faire »
En 1914, Spencer W. Kimball est appelé à remplir une mission pour l'Église aux États-Unis où il dirige 25 missionnaires, la plupart plus âgés que lui. À son retour, il est enrôlé pour combattre lors de la première guerre mondiale, mais des problèmes administratifs font annuler son départ. Le 16 novembre 1917, il épouse Camilla Eyring, professeur d’école. Ils auront quatre enfants.

## Responsabilités civiles
En 1923 Spencer W. Kimball devient membre du Rotary Club, organisme de service dont il fera partie pendant les vingt cinq années suivantes, entre autres comme gouverneur de district. En 1927, il devient président et directeur de la compagnie immobilière et d'assurance Kimball-Greenhalgh

## Présidence

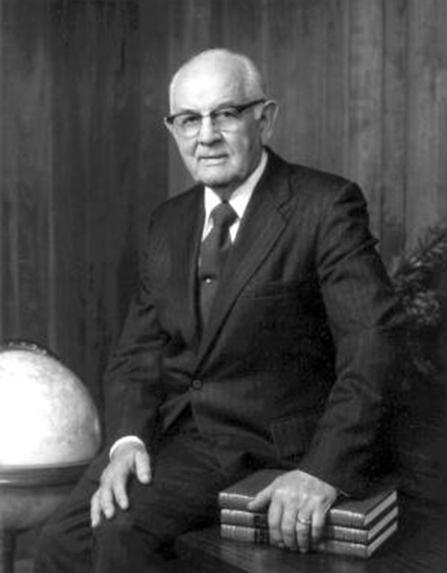
Spencer W. Kimball, président.

Spencer W. Kimball sert dans divers postes. Il est archiviste puis Président de pieu en Arizona et au Texas. En 1943 et jusqu'en 1970, il est membre du Collège des douze apôtres. Il vend alors son commerce et déménage avec sa famille à Salt Lake City. Il est président suppléant du Collège des douze apôtres de 1970 à 1972, président du Collège des douze apôtres de 1972 à 1973, et président de l’Église de 1973 à 1985.

### Programme de formation pour les Indiens
Il fonde le programme de formation des étudiants indiens. Par ce programme les étudiants qui veulent accéder à une instruction supérieure sont soutenus économiquement par les membres de l'Église qui les accueillent pendant leurs études, jusqu'à ce que leurs conditions s'améliorent et qu'ils deviennent autonomes.

### Structuration de l'Église
Le président Kimball organise le premier Collège des Soixante-dix, établit des Régions avec et des Présidences de Régions pour le gouvernement de l'Église. Il instaure le programme horaires groupés des réunions du dimanche. Les temples en fonction passent de quinze à trente et un.

### La prêtrise à tous les hommes dignes
La croissance de l'Église en Amérique du Sud s'accentue remarquablement dans les années 1970. Beaucoup de membres de l'Église en Amérique du Sud sont de races mélangées. Le 9 juin 1978, le président Kimball fait annoncer que tous les membres masculins dignes pourront dorénavant être ordonnés à la prêtrise. Cette disposition est acceptée et ajoutée aux Doctrine et Alliances sous le titre Déclaration Officielle no 2.

### La triple mission de l'Église

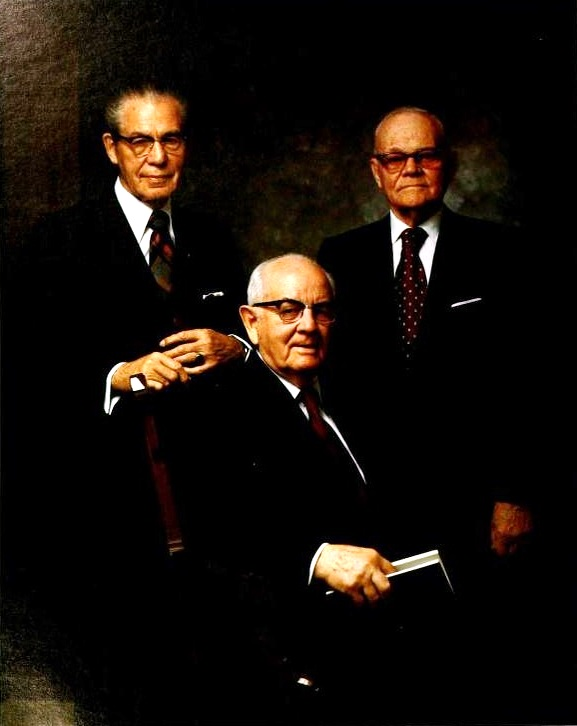
La Première Présidence sous Kimball.

S.W. Kimball définit la triple mission de l'Église qu'il déclare être de ramener tous les hommes au Christ par :
- la proclamation de l'Evangile à tous pays, langues et peuples
- le perfectionnement des saints (nom des membres de l'Église)
- le salut pour les morts

## Fin de vie
S.W. Kimball est un orateur puissant et un défenseur du mormonisme. Il souffre de nombreuses et sérieuses maladies, y compris un cancer de la gorge et des problèmes cardiaques. Le cancer lui coûte finalement ses cordes vocales. Une transplantation lui permet de reparler, mais seulement avec un filet de voix rauque.
Quand le président Harold B. Lee décède en 1973, on pense que la période de présidence de Spencer W. Kimball sera brève. Cependant, il sert pendant douze ans. Sous sa présidence, l'Église passe à six millions de membres. En dépit de son âge et de sa santé, il est très actif et visite l'Église dans le monde entier. Il est connu pour ses devises : Fais-le et Allongez la foulée.
Dès 1973, environ 9 000 missionnaires sont appelés en mission chaque année. À la mort du président Kimball en 1985, 20 000 missionnaires sont appelés chaque année.

## Citations
- Travailler vers la perfection n'est pas une décision immédiate mais un processus qui doit être poursuivi avec le temps (Hold Fast to the Iron Rod, L'Étoile, novembre 1978)

- Nous nous sommes engagés à servir notre Seigneur. Nous avons l'assurance que cette cause est juste et digne. Mais, au-dessus de tout, nous avons la connaissance que Dieu vit et est dans les cieux et que son Fils Jésus-Christ a proposé un plan qui nous apportera à nous et à nos êtres chers la vie éternelle si nous sommes fidèles. Cette vie sera une vie de travail et une vie abondante, riche en talents, en joie et en progrès. (La cause est juste et digne, L'Étoile, 1974)

- Une vraie famille de saints des derniers jours est un refuge contre les tempêtes et les dangers de la vie. (« Le fruit de nos travaux », L'Étoile, novembre 1978)

## Publications
Spencer W. Kimball a publié
- Le miracle du pardon
- La foi précède le miracle